# Барбиери, Ричард
Ричард Барбиери (англ. Richard Barbieri, род. 30 ноября 1957 года) — английский музыкант, композитор и звукорежиссёр. Первоначально он был участником рок группы новой волны Japan (и их краткой реинкарнации в 1989—1991 годах под названием Rain Tree Crow), но в последнее время известен как клавишник прогрессив-рок-группы Porcupine Tree, к которой присоединился в 1993 году.

## Japan(1975—1982)
Барбиери присоединился к Japan в 1975 году. Несмотря на то, что изначально Japan воспринималась как «раскрученная» группа, они записали пять студийных альбомов, кульминацией которых стал Tin Drum, который продержался в британских чартах целый год. Кропотливый подход Ричарда Барбиери и Дэвида Сильвиана к программированию на синтезаторе и оригинальные ритмические паттерны Стива Джансена и Мика Карна позволили создать звучание, которое остается оригинальным и по сей день. В 1982 году они были одной из самых успешных чартовых групп в Европе и Азии, несмотря на все более экспериментальный характер их музыки.
Группа распалась на пике своей популярности после мирового турне в декабре 1982 года.

## Dolphin Brothers и сотрудничество (1983—1997)
После распада Japan Барбиери продолжил сотрудничество с Дэвидом Сильвианом, сыграв в ранних сольных альбомах (и в туре 1988 года in Praise of Shamans).
В 1984 году он начал длительное музыкальное сотрудничество с другим коллегой из Japan, Стивом Джансеном. На сегодняшний день они выпустили шесть совместных альбомов. Под названием The Dolphin Brothers они выпустили альбом Catch the Fall в 1987 году. Как Джансен/ Барбиери, они выпустили ряд работ, в том числе «Worlds in a Small Room» (1985 г.), «Stories Across Borders» (1993 г.), «Other Worlds in a Small Room» (1996 г.) и «Stone to Flesh» (1997 г.).

## Rain Tree Crow (1989—1991)
В конце 1989 года участники Japan (за вычетом гитариста Роба Дина) воссоединились под названием Rain Tree Crow, чтобы начать записывать новое для Virgin. В результате был выпущен одноимённый альбом, который дополнил творчество позднего Japan, а также сольную и коллективную работу всех четырёх участников, вобрав в себя разнообразные влияния от поп-музыки до арт-рока, джаза, эмбиента и мировой музыки. Среди других авторов альбома был Билл Нельсон. В 1991 году Rain Tree Crow попал в британский топ-25 и получил признание критиков.
Группа распалась вскоре после записи альбома, в поддержку которого не было организовано турне. Однако этот проект сыграл ключевую роль в воссоединении Джансена, Барбиери и Карна в качестве творческой единицы (иногда называемой «JBK»)

## With Alice (1989—1992)
Джансен и Барбиери сыграли на многих песнях двух ключевых альбомов итальянской певицы Alice, то есть во всех альбомах Il Sole Nella Pioggia и в двух песнях Mezzogiorno Sulle Alpi, написанных Барбиери в соавторстве. Другими известными музыкантами, участвовавшими в записи этих альбомов, были Питер Хэммилл, Гэвин Харрисон, Якко Якшик, Дэнни Томпсон и Джон Хасселл.

## No-Man(1992)
Следующей работой Джансена, Барбиери и Карна стала работа в ритм-секции британской арт-поп-группы No-Man, которая пригласила их в турне по Великобритании в 1992 году и для записей, которые позже появились в альбоме Loveblows & Lovecries, а также на EPS Painting Paradise и Sweetheart Raw (один из этих EP, 20 с лишним минут Heaven Taste, позже вошедший в одноимённый альбом). Это была первая работа Барбиери со Стивеном Уилсоном, с которым он затем работал в Porcupine Tree, и Тимом Боунессом, с которым он позже записал совместный альбом «Flame».

## Medium Productions (1993—2003)
В 1993 году Барбиери вместе с Джансеном и Карен основал лейбл Medium Productions. Они начали с альбома Джансена/Барбиери/Карна «Beginning to Melt» (сборник разнообразных композиций, включающий в себя несколько трио-работ и другие записи с различными вариациями основного трио с другими участниками, включая Дэвида Торна и Робби Асето). За десять лет было выпущено тринадцать разнообразных альбомов; сотрудничество Янсена и Барбиери с диджеем Такемурой над альбомом «Changing Hands» стало одним из самых ярких событий.
В этот период Барбиери также записал ещё два совместных альбома: один — со своей женой Сюзанной Дж. Барбиери под названием Indigo Falls (1996), а другой — с Тимом Боунессом из группы No-Man под названием Flame (1994).

## Porcupine Tree (1993—2010, 2021-настоящее время)
В конце 1993 года Барбиери присоединился к прогрессив-рок-группе Porcupine Tree (ранее он выступал в качестве приглашенного исполнителя в альбоме Up the Downstair). Группа выпустила восемь студийных альбомов, которые пользовались все большим успехом в чартах, и гастролировала в поддержку многих из них. Первоначально они использовали многие аспекты психоделического рока, но позже перешли к более поп-ориентированному стилю, прежде чем остановиться на прогрессивном метале. Их первым крупным успехом стал альбом In Absentia, который пользовался успехом в чартах по всей Европе и был продан тиражом более 120 000 экземпляров. Следующие студийные альбомы Deadwing и Fear of a Blank Planet имели ещё больший успех, заняли высокие позиции в чартах по всему миру и были дважды номинированы на премию «Грэмми». Увеличение времени выхода в эфир на радио и благоприятные отзывы в ведущих журналах и интервью ещё больше повысили известность группы. Группа несколько отошла от метала со своим альбомом The Incident 2009 года, лидер Стивен Уилсон выразил желание перейти в другой жанр. После нескольких лет спекуляций и распространения слухов со стороны Уилсона, группа объявила о своем воссоединении в 2021 году.

## СоСтивом Хогартом(2012)
Ричард Барбиери сотрудничал со Стивом Хогартом над альбомом «Not The Weapon But The Hand», который был выпущен лейблом Kscope Records в 2012 году, но запланированный тур был отменён из-за финансовых проблем. Барбиери написал музыку, а Хогарт — тексты для альбома.

## Lustans Lakejer (1982/2017)
В 1982 году Ричард Барбиери продюсировал альбом «En plats i solen» шведской группы Lustans Lakejer, созданной под влиянием Japan. В 2017 году он присоединился к ним в турне по Швеции, чтобы полностью исполнить альбом.

## Сольная карьера
На сегодняшний день Ричард Барбиери выпустил четыре сольных альбома: Things Buried (2004/5), Stranger Inside (2008), Planets + Persona (2017) и Under A Spell (2021). Барбиери также выпустил серию из 5 мини-альбомов на диске и виниле под названием «Variants». В эти релизы вошли новые композиции, импровизации, живые выступления и переработка старого материала.

## Другие деятельности
Помимо записи и гастролей, Барбиери писал статьи об аналоговом синтезе для различных изданий и программ для производителей музыкального программного обеспечения и синтезаторов. Он много раз выступал в гостях у электро-импровизационной группы The Bays. Недавняя работа с The Bays включает в себя две записи на BBC Radio 1 для покойного Джона Пила и концерты в Queen Elizabeth Hall и Brighton Dome. Ричард и The Bays исполнили импровизированный саундтрек к Run Lola Run в Дарлинг-Харбор, Сидней, в 2009 году. Он также время от времени исполняет обязанности клавишника на концертах фронтмена H-группы Marillion Стива Хогарта, появившись в 2002 году в альбоме Live Body, Live Spirit.

## Дискография

#### СJapan
- 1978 — Adolescent Sex (Hansa Records)
- 1978 — Obscure Alternatives (Hansa Records)
- 1979 — Quiet Life (Hansa Records)
- 1980 — Gentlemen Take Polaroids (Virgin records)
- 1981 — Tin Drum (Virgin Records)
- 1981 — Assemblage (сборник) (Hansa Records)
- 1983 — Oil on Canvas (концертный альбом) (Virgin Records)

- 1984 — Exorcising Ghosts (сборник) (Virgin Records)

#### С Rain Tree Crow
- 1991 — Rain Tree Crow (Virgin Records)

#### СДжансен/Барбиери
- 1985 — Worlds in a Small Room (Pan East (UK) / JVC Victor (Japan))
- 1991 — Stories Across Borders (Venture / Virgin)
- 1995 — Stone To Flesh (Medium Productions)
- 1996 — Other Worlds in a Small Room (Medium Productions)

- 2015 — Lumen (Kscope) (Recorded in 1996)

С Alice
- 1989 — Il sole nella pioggia

- 1992 — Mezzogiorno sulle Alpi

#### СДжансен/Барбиери/Карн
- 1994 — Beginning to Melt (Medium Productions)
- 1994 — Seed (Medium Productions)
- 1999 — ISM (Polydor / Medium)

- 2001 — Playing in a Room with People (Medium Productions)

#### С The Dolphin Brothers
- 1987 — Catch the Fall (Virgin Records)

- 1987 — Face To Face (Japanese T.V.C.M. 7" single) (Virgin Records)

(Также включен в CD-релиз альбома Catch The Fall от Virgin Japan)

#### СДжансен/Барбиери/Такемура
- 1997 — Changing Hands (Medium Productions)

#### С Indigo Falls
- 1996 — (Richard Barbieri/Suzanne Barbieri) (Medium Productions)

#### Ричард Барбиери/Тим Боунесс
- 1994 — Flame (One Little Indian)

#### Барбиери/Роделиус/Кьянура
- 2001 — T’AI (Auditorium)

#### Стив Хогарт/Ричард Барбиери
- 2012 — Not The Weapon But The Hand (K Scope)
- 2014 — Arc Light (Racket Records)

### Ричард Барбиери
- 2005 — Things Buried (Intact Records)
- 2008 — Stranger Inside (K-Scope/Snapper)
- 2017 — Planets + Persona (K Scope)
- 2017 — Variants.1 (K Scope)
- 2018 — Variants.2 (K Scope)
- 2018 — Variants.3 (K Scope)
- 2018 — Variants.4 (K Scope)
- 2018 — Variants.5 (K Scope)
- 2021 — Under a Spell (K Scope)
- 2021 — On High (Bandcamp/Orange Asylum Records)

#### С Porcupine Tree
- 1993 — Up the Downstair (Delerium Records)
- 1995 — The Sky Moves Sideways (Delerium Records)
- 1996 — Signify* (Delerium Records)
- 1997 — Coma Divine (Delerium Records)
- 1998 — Metanoia* (Delerium Records)
- 1999 — Stupid Dream* (Snapper Records)
- 2000 — Voyage 34: The Complete Trip* (Snapper Records)
- 2000 — Lightbulb Sun* (Snapper Records)
- 2001 — Recordings* (Snapper Records)
- 2002 — Stars Die: The Delerium Years 1991—1997 (Snapper Records)
- 2002 — In Absentia* (Lava / Warner)
- 2005 — Deadwing* (Lava / Warner)
- 2007 — Fear of a Blank Planet* (Roadrunner / Warner)
- 2007 — Nil Recurring* EP (Peaceville Records)
- 2009 — The Incident* (Roadrunner / Warner)
- 2022 — Closure/Continuation* (Music for Nations) Альбомы, отмеченные как (*), включают композиции Барбиери

#### Как продюсер
- 1982 Lustans Lakejer — En Plats I Solen (Stranded / Polar Records) (Швеция). В 2017, он присоединился к ним в шведском турне, чтобы исполнить альбом полностью.
- 1983 Akira Mitake — Out Of Reach (Epic/Sony Records) (Япония)
- 1985 Die Werkpiloten — Faith (Dean/Ariola Records) (Германия)
- 2003 Adom — Idiot Savant (Storm Records/Universal) (Великобритания)
- 2009 — Endless (Вместе с Стефано Панунци, Николой Лори, Миком Карном, Гэвином Харрисоном, Тимом Боунессом) (Forward Music Italy)